# 後肯德爾峰

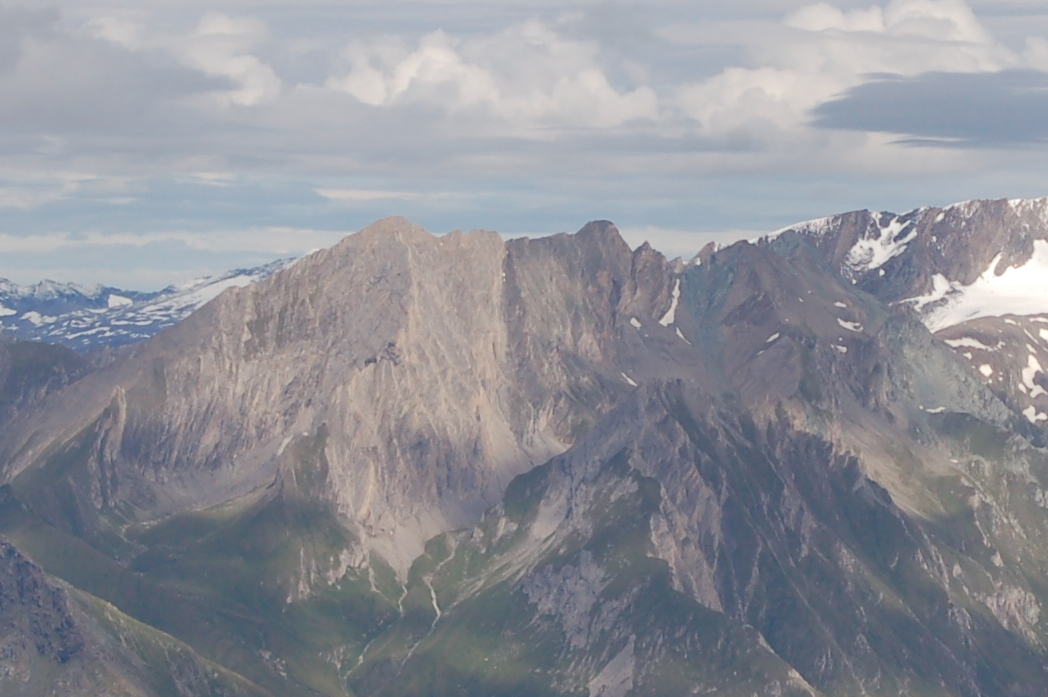

47°02′23″N 12°35′37″E / 47.039823°N 12.593489°E
後肯德爾峰（德語：Hintere Kendlspitze），是奧地利的山峰，位於該國西部，由蒂羅爾州負責管轄，屬於格拉納特山脈的一部分，海拔高度3,080米，人類在1927年首次登頂。